# ألونسو فرنانديز دي لوغو
ألونسو فرنانديز دي لوغو (بالإسبانية: Alonso Fernández de Lugo) (و. 1456 – 1525 م) هو Administrator of the government ‏، وضابط، ومستكشف إسباني، ولد في شلوقة، توفي في تنريفي، عن عمر يناهز 69 عاماً.

## معرض صور

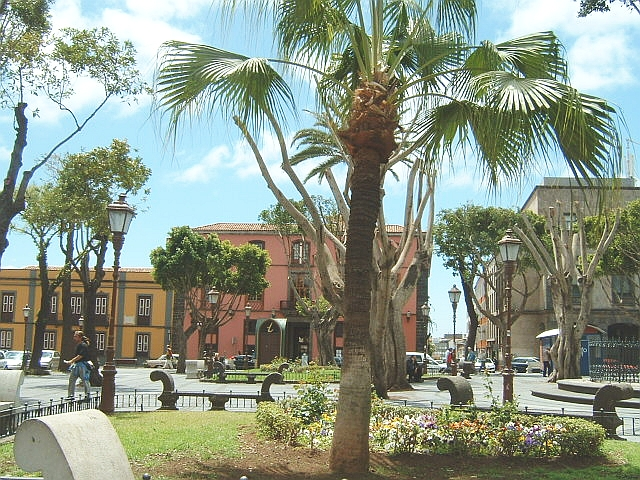
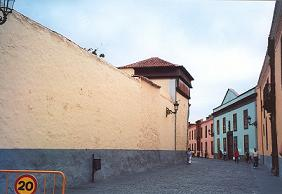
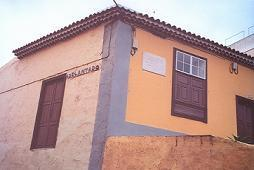
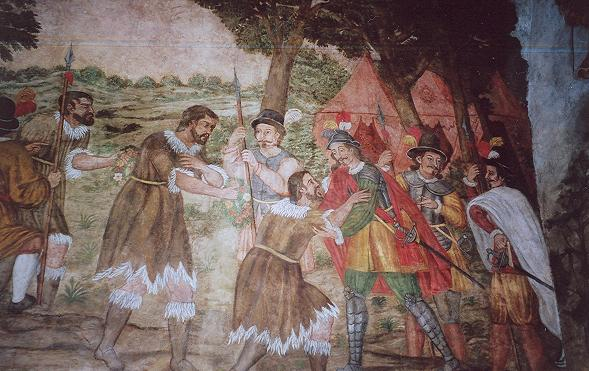